# Старчевљани
Старчевљани (хрв. Starčevljani) су насељено место у општини Капела, Бјеловарско-билогорска жупанија, Хрватска.

## Историја
До територијалне реорганизације у Хрватској били су у саставу старе општине Бјеловар.

## Становништво
У попису становништва из 2011. године, Старчевљани су имали 151 становника.
| Број становника према пописима | Број становника према пописима | Број становника према пописима | Број становника према пописима | Број становника према пописима | Број становника према пописима | Број становника према пописима | Број становника према пописима | Број становника према пописима | Број становника према пописима | Број становника према пописима | Број становника према пописима | Број становника према пописима | Број становника према пописима | Број становника према пописима | Број становника према пописима |
| ------------------------------ | ------------------------------ | ------------------------------ | ------------------------------ | ------------------------------ | ------------------------------ | ------------------------------ | ------------------------------ | ------------------------------ | ------------------------------ | ------------------------------ | ------------------------------ | ------------------------------ | ------------------------------ | ------------------------------ | ------------------------------ |
| 1857                           | 1869                           | 1880                           | 1890                           | 1900                           | 1910                           | 1921                           | 1931                           | 1948                           | 1953                           | 1961                           | 1971                           | 1981                           | 1991                           | 2001                           | 2011                           |
| 154                            | 185                            | 167                            | 239                            | 288                            | 274                            | 261                            | 243                            | 241                            | 238                            | 259                            | 258                            | 233                            | 197                            | 176                            | 151                            |

### Попис1991.
У попису становништва из 1991. године, Старчевљани су имали 197 становника, следећег националног састава:
| Попис 1991.‍           | Попис 1991.‍           | Попис 1991.‍ | Попис 1991.‍ | Попис 1991.‍ |
| --------------------- | --------------------- | ----------- | ----------- | ----------- |
|                       |                       |             |             |             |
| Хрвати                | Хрвати                |             | 167         | 84,77%      |
| Југословени           | Југословени           |             | 7           | 3,55%       |
| Словенци              | Словенци              |             | 5           | 2,53%       |
| Срби                  | Срби                  |             | 4           | 2,03%       |
| неопредељени          | неопредељени          |             | 10          | 5,07%       |
| регионално опредељени | регионално опредељени |             | 1           | 0,50%       |
| непознато             | непознато             |             | 3           | 1,52%       |
| укупно: 197           |                       |             |             |             |

### Попис1910.
| Старчевљани                                                                                                | Старчевљани |
| --- | --- |
| језик | вера |
| укупно: 274 Хрватски 211 (77,00%) Немачки 26 (9,48%) Српски 23 (8,39%) Мађарски 12 (4,37%) Чешки 2 (0,72%) | <div style="border:solid transparent;position:absolute;width:100px;line-height:0;<div style="border:solid transparent;position:absolute;width:100px;line-height:0;<div style="border:solid transparent;position:absolute;width:100px;line-height:0; укупно: 274 Римокатолици 251 (91,60%) Православци 23 (8,39%) - (-%) |